# Andreas Faehlmann
Andreas Faehlmann   (Vladivostok, 1898 - Bremen, 10 d'abril de 1943) va ser un regatista i enginyer d'aviació estonià que va competir durant la dècada de 1920. Era germà del també regatista Georg Faehlmann. Va començar a navegar a Petrograd, on es va graduar a l'Escola Naval. Va estudiar a la Universitat de Rostock, a Alemanya, i a partir de 1933 va treballar com a dissenyador d'avions de la companyia Focke-Wulf.
El 1928 va prendre part en els Jocs Olímpics d'Amsterdam, on va guanyar la medalla de bronze en la regata de 6 metres del programa de vela, a bord del Tutti V, junt a Nikolai Vekšin, William von Wirén, Eberhard Vogdt i Georg Faehlmann.